# Mademoiselle de La Ferté (film, 1949)
Pour les articles homonymes, voir Mademoiselle de La Ferté.
Pour plus de détails, voir Fiche technique et Distribution.
Mademoiselle de La Ferté est un film français réalisé par Roger Dallier, sorti en 1949.

## Fiche technique
- Titre : Mademoiselle de La Ferté
- Réalisation : Roger Dallier
- Assistant : Jean Valère
- Superviseur de la réalisation : Georges Lacombe
- Scénario et dialogues : Steve Passeur, d'après le roman de Pierre Benoit
- Photographie : Roger Arrignon
- Son : Lucien Legrand
- Décors : Eugène Delfau
- Costumes : Jean Zay
- Montage : Renée Gary
- Musique : René Sylviano
- Société de production : Compagnie Française de Production Cinématographique
- Tournage : du 28 mars au 16 juin 1949
- Pays d'origine :  France
- Format :  Noir et blanc - 35 mm - Son mono
- Durée : 98 minutes
- Date de sortie : 
  - France - 20 octobre 1949

## Distribution
- Jany Holt
- Pierre Cressoy
- Jean Servais
- Françoise Christophe
- Jean Brochard
- Odette Barencey
- Huguette Faget
- Jean Parédès
- Jacqueline Marbaux
- Colette Régis
- Gilles Quéant
- Roger Van Mullem